# 827년

## 연호
- 당(唐) 보력(寶曆) 3년 / 대화(大和) 원년
- 일본(日本) 덴초(天長) 4년

## 기년
- 당(唐) 문종(文宗) 원년
- 신라(新羅) 흥덕왕(興德王) 2년
- 발해(渤海) 선왕(宣王) 10년

## 사건
- 발해, 당나라 문물을 받아들여 행정구역을 5경(京) 15부(府) 62주(州)로 개편.
- 학술을 진흥시킴.

## 탄생
- 신라(新羅)의 승려(僧侶) 도선(道詵)